# Luca Tesconi
Luca Tesconi (n. 3 ianuarie 1982, Pietrasanta, Toscana, Italia) este un trăgător de tir ce a reprezentat Italia, medaliat olimpic. A participat la o ediție a Jocurilor Olimpice (2012) în care a câștigat o medalie de argint.

## Participări
Lista de mai jos prezintă principalele competiții la care a participat Luca Tesconi de-a lungul carierei.
- shooting at the 2012 Summer Olympics – men's 10 metre air pistol[*]